# Cathédrale Sainte-Marie de Chiclayo
 (mai 2025).
Si vous disposez d'ouvrages ou d'articles de référence ou si vous connaissez des sites web de qualité traitant du thème abordé ici, merci de compléter l'article en donnant les références utiles à sa vérifiabilité et en les liant à la section « Notes et références ».
La Cathédrale Sainte-Marie de Chiclayo (en espagnol : Catedral de Chiclayo ou Santa María Catedral) est une cathédrale catholique située sur la place principale de la ville de Chiclayo, au Pérou. Construite dans le style néoclassique, elle a été le lieu où Robert Prevost, aujourd'hui pape Léon XIV, a officié des messes et administré les sacrements lorsqu'il était évêque du diocèse de Chiclayo.

## Construction
Le projet de la cathédrale date de 1869, mais sa construction fut interrompue par manque de fonds. Grâce aux démarches des autorités locales auprès du Congrès de la République du Pérou, un budget fut alloué, permettant la reprise des travaux le 13 février 1928. La construction s'acheva en 1939.

## Architecture

### Style
La cathédrale est de style néoclassique, caractérisé par sa monumentalité, inspirée des grandes œuvres des architectures grecque et romaine. Elle se distingue par des lignes droites prédominant sur les courbes, des formes simples et symétriques, une composition rationnelle, une sobriété décorative et un sens de l'ordre.
La façade, en deux corps, est soutenue au premier niveau par des colonnes doriques encadrant trois arcs d'entrée. Le second niveau présente des chapiteaux corinthiens, avec des balcons ou miradors dans les intercolonnes. De chaque côté de la façade s'élèvent des clochers surmontés de coupoles.
La cathédrale abrite quatre cloches nommées « Ave María », « Asumpta », « Mater Dei » et « Gratia Plena ». Ces cloches, fabriquées en Allemagne, furent transportées jusqu'au port de Pimentel, puis acheminées par le train de Pomalca. De la gare de la rue Colón, elles furent transportées jusqu'à la cathédrale sur une plateforme tirée par un camion.

### Intérieur
L'intérieur, divisé en trois nefs, se distingue par une magnifique sculpture du « Christ Pauvre » et des vitraux réalisés à Lima, illustrant des scènes mariales tirées du catéchisme. Jusqu'à récemment, la cathédrale abritait une image du « Seigneur des Miracles », offerte en 1917 par Carmela Delgado de Aspíllaga et peinte par Guillermo Samanez à la fin du XIXe siècle. 
L'autel fut installé par Luis Sánchez-Moreno Lira (en). Au centre du fronton, à la partie la plus élevée, trône l'image de « Sainte-Marie des Vallées de Chiclayo », en l'honneur de laquelle la ville de Chiclayo fut fondée par les franciscains au XVIe siècle.

## Galerie

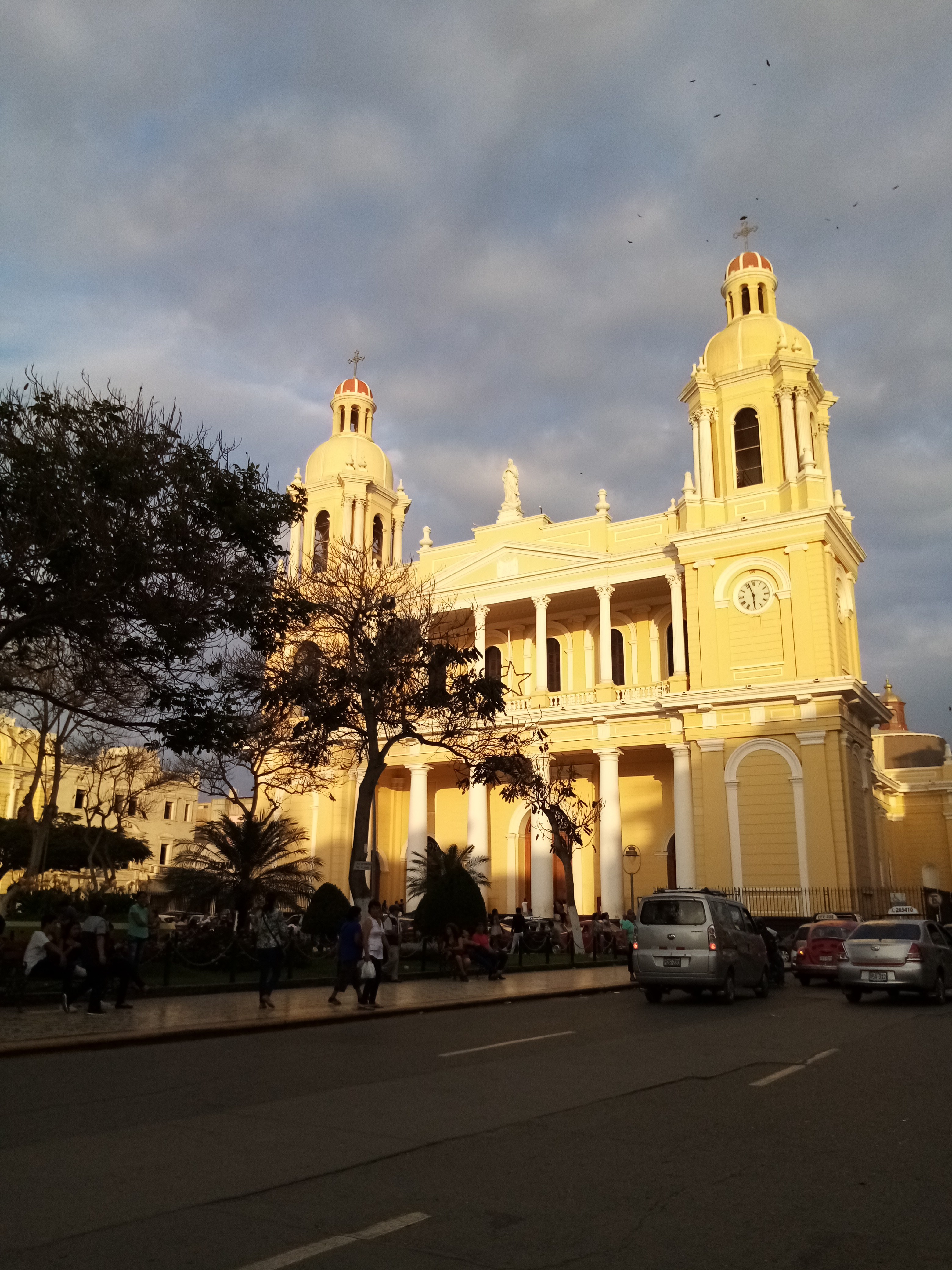
Vue extérieure de la cathédrale.
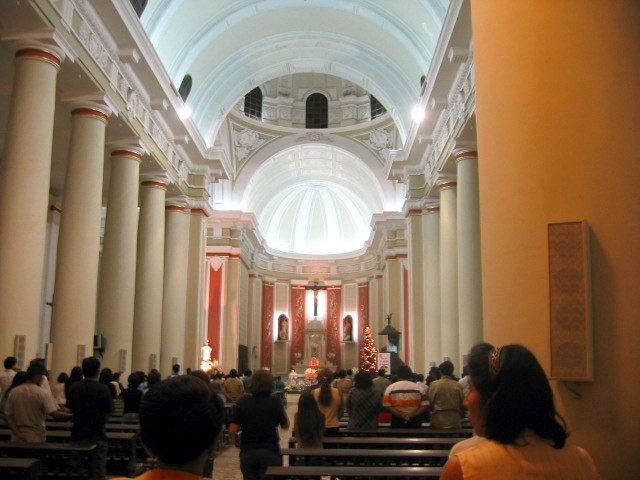
Nef centrale.
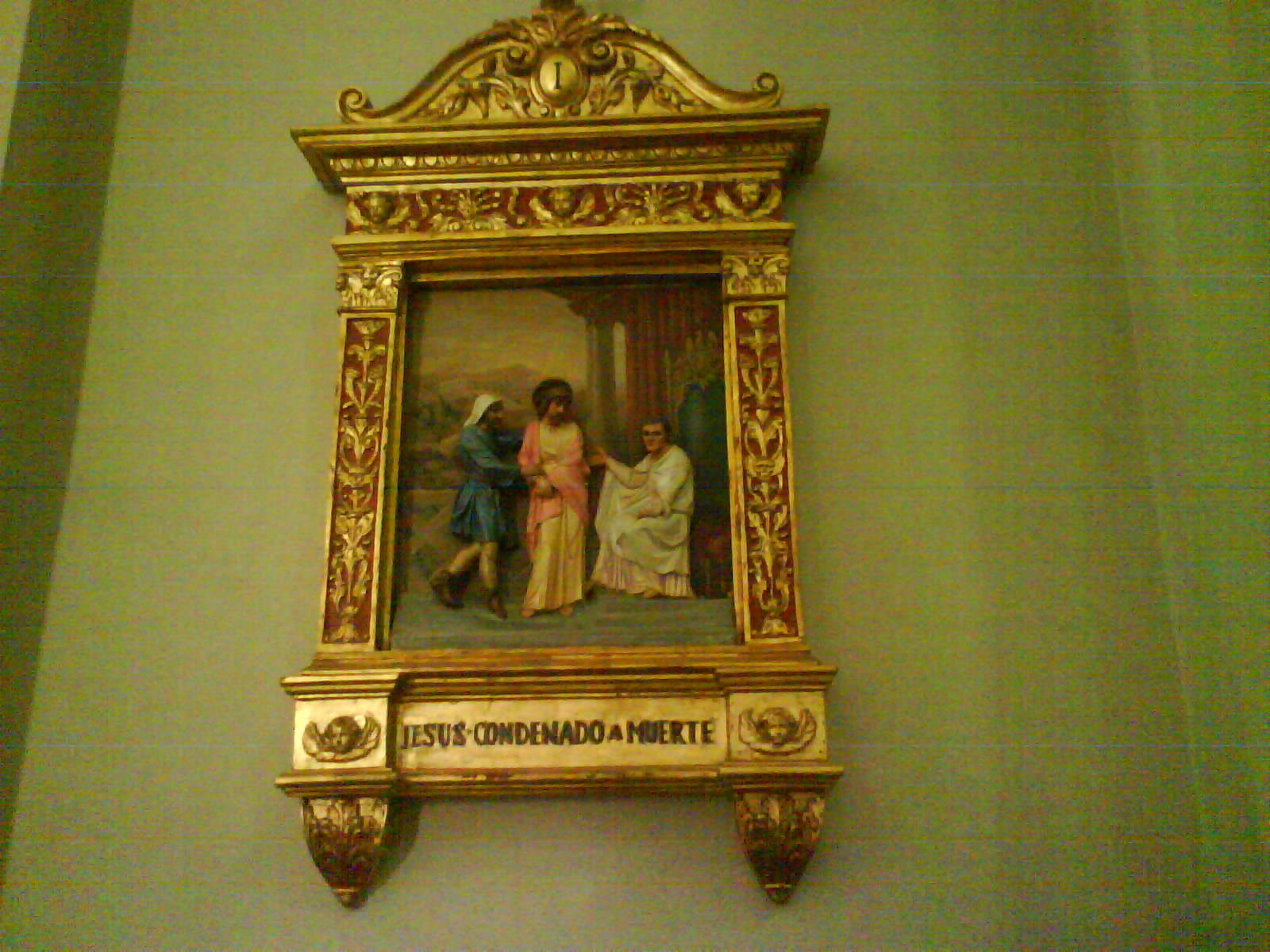
Station de Jésus condamné à mort.
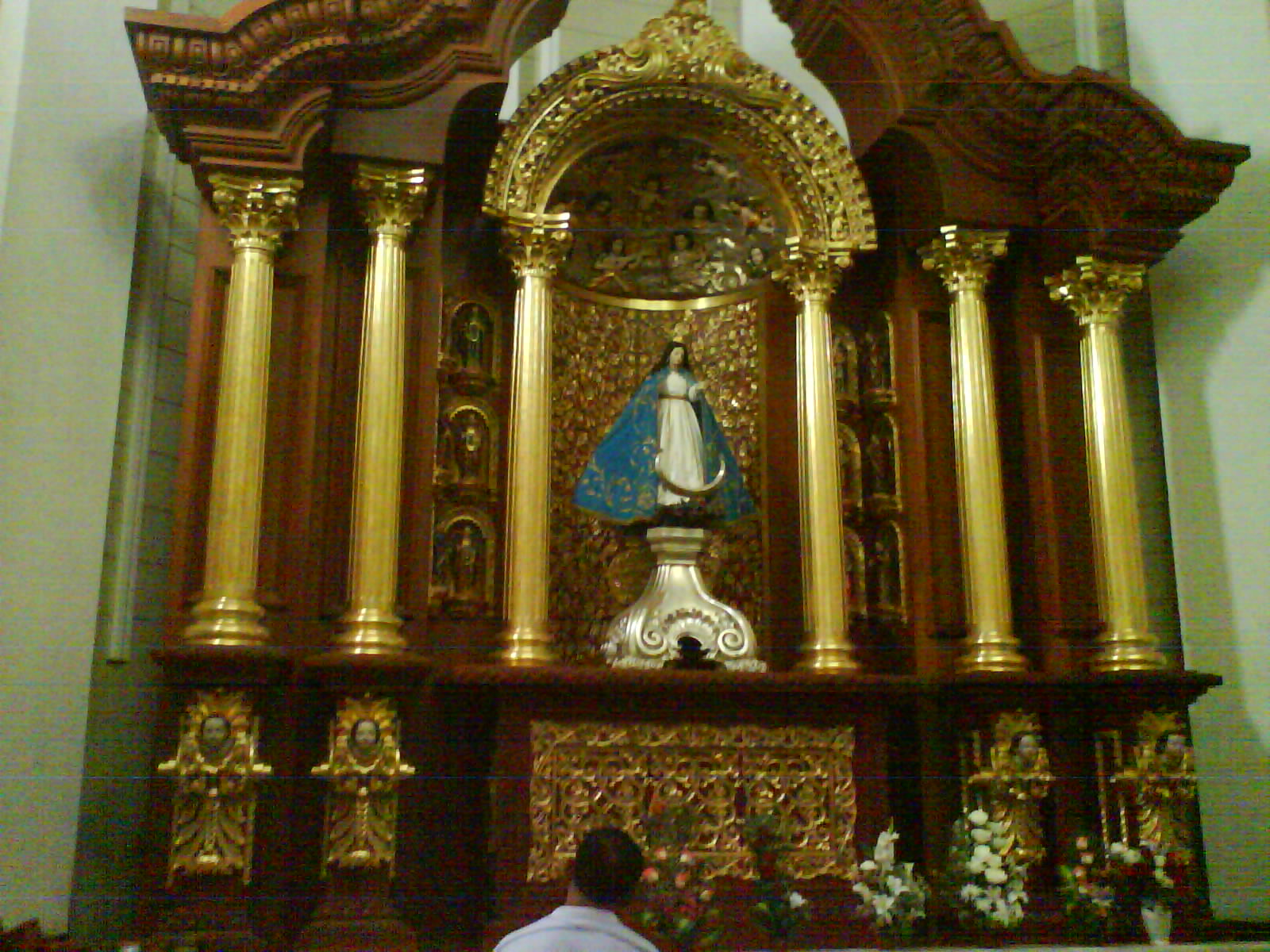
Vierge Marie.
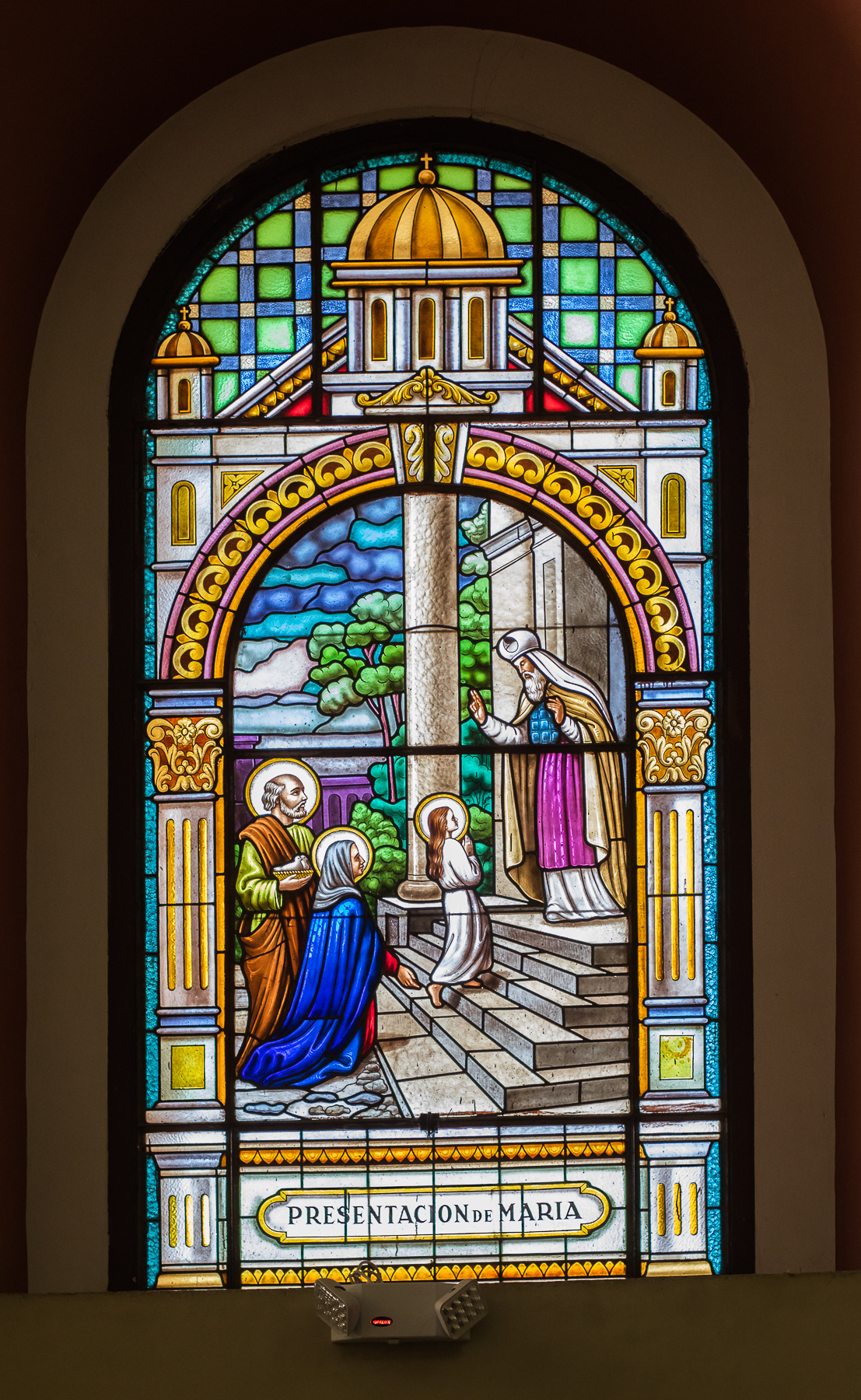
Vitrail de la Présentation de Marie.
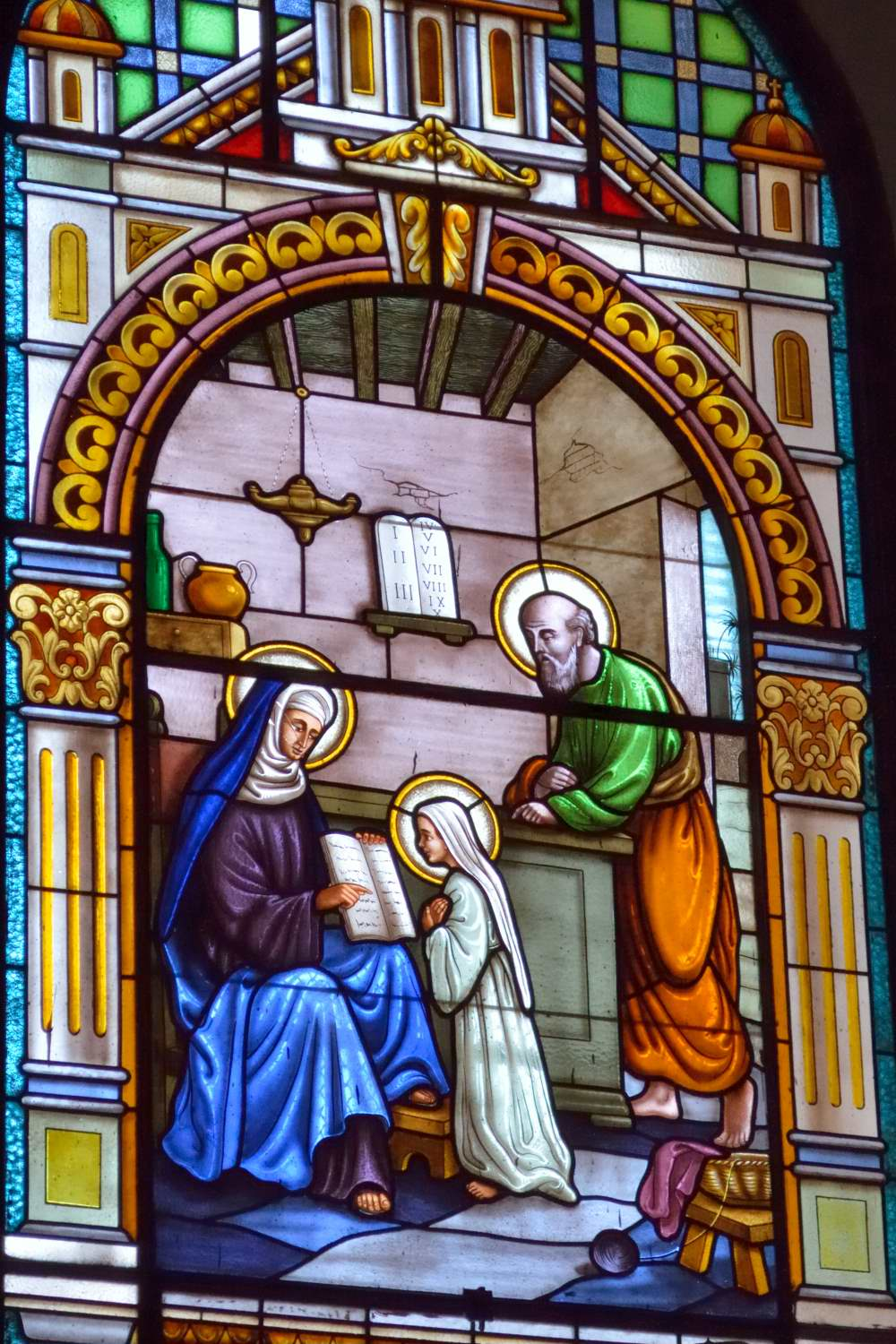
La Vierge Marie et sainte Anne. Détail d'un vitrail.